# Martinroda (powiat Ilm)
Martinroda – miejscowość i gmina w Niemczech, w kraju związkowym Turyngia, w powiecie Ilm, wchodzi w skład wspólnoty administracyjnej Geratal/Plaue. 31 grudnia 2019 do gminy przyłączono gminę Angelroda, która stała się jej dzielnicą (Ortsteil). 